# Pêpê
Pedro Filipe Figueiredo Rodrigues (Sátão, 20 de mayo de 1997) es un futbolista portugués que juega como centrocampista en el Pafos F. C. de la Primera División de Chipre.

## Trayectoria

### S. L. Benfica
Nacido en Sátão, se unió en 2009 a los 12 años de edad al fútbol base del S. L. Benfica procedente de la Associação Social Cultural e Recreativa e Desportista da Casa do Benfica de Viseu. El 26 de agosto de 2015, aún en etapa juvenil, debutó con el S. L. Benfica "B" en la Segunda División de Portugal, jugando el partido completo en una victoria por 1-0 frente a la U. D. Oliveirense.
El 21 de agosto de 2017 se marchó cedido al G. D. Estoril Praia de la Primeira Liga, debutando en liga seis días después, entrando como suplente en los minutos finales de una derrota por 2-1 frente al Sporting C. P. Su primer y único gol llegó el 30 de enero de 2018 en una victoria por 3-0 frente al C. D. Tondela.

### Vitória Guimarães
Para la temporada 2018-19 fue cedido al Vitória Guimarães, también de la Primeira Liga. El 16 de julio de 2019 se oficializó su fichaje en propiedad por el club, firmando por cinco temporadas.
Anotó cinco goles en su estancia en el Vitória Guimarães, siendo el primero de ellos el 8 de agosto de 2019 en la victoria por 3-0 frente al F. K. Ventspils en la Liga Europa de la UEFA.

### Olympiakos F. C.
El 7 de septiembre de 2020 se oficializó su fichaje por el Olympiakos FC de la Superliga de Grecia por 4M€. En la siguiente ventana de traspasos fue cedido al F. C. Famalicão de la Primeira Liga hasta el 30 de junio, siendo extendido su préstamo para la temporada 2021-22 completa, de nuevo en la máxima categoría nacional.
Las siguientes dos temporadas volvió a salir cedido. La primera la empezó en el MKE Ankaragücü turco y la terminó en el F. C. Cartagena de la Segunda División de España. Su destino en la segunda fue el Pafos F. C. chipriota.

## Selección nacional
Entre todas las categorías inferiores, Pêpê fue 78 veces internacional por Portugal. Su primer encuentro con la sub-21 llegó el 11 de octubre de 2016 a los 19 años de edad, sustituyendo a Daniel Podence en la segunda mitad en la victoria por 7-1 frente a Liechtenstein en la Eurocopa Sub-21 de 2017.
Pêpê también representó a su selección en la Copa Mundial de Fútbol Sub-20 de 2017.

## Clubes
Actualizado al último partido disputado en la temporada 2024-25.
| Club                         | País     | Año       | Partidos | Goles |
| ---------------------------- | -------- | --------- | -------- | ----- |
| S. L. Benfica "B"            | Portugal | 2015-2019 | 52       | 6     |
| G. D. Estoril Praia (cedido) | Portugal | 2017-2018 | 23       | 1     |
| Vitória Guimarães            | Portugal | 2018-2020 | 66       | 5     |
| Olympiakos F. C.             | Grecia   | 2020-2024 | 13       | 0     |
| F. C. Famalicão (cedido)     | Portugal | 2021-2022 | 55       | 5     |
| MKE Ankaragücü (cedido)      | Turquía  | 2022-2023 | 8        | 0     |
| F. C. Cartagena (cedido)     | España   | 2023      | 17       | 0     |
| Pafos F. C. (cedido)         | Chipre   | 2023-2024 | 31       | 2     |
| Pafos F. C.                  | Chipre   | 2024-act. | 54       | 3     |

## Palmarés

### Títulos nacionales
| Título                     | Club        | País   | Año  |
| -------------------------- | ----------- | ------ | ---- |
| Copa de Chipre             | Pafos F. C. | Chipre | 2024 |
| Primera División de Chipre | Pafos F. C. | Chipre | 2025 |